# 2,4,5-트리클로로페녹시 초산
2,4,5-트리클로로페녹시 초산(영어: 2,4,5-trichlorophenoxyacetic acid, 2,4,5-T) 또는 2,4,5-트라이클로로페녹시아세트산은 현재 허용되지 않은 잎이 넓은 식물용 제초제이자 화학 합성 농약이다. 2,4-디클로로페녹시아세트산(2,4-D)와 구조적으로 유사하고, 2,4-D뿐만 아니라 식물 호르몬인 다이옥신 작용을 나타낸다. 제초제의 구조도 마찬가지이다. 2,4-D보다 벼와 식물에 크게 작용한다. 또한 귤, 사과 등 과실 방지, 과실 비대의 효과도 있다.
베트남 전쟁에서 사용된 고엽제는 2,4,5-T와 2,4-D의 혼합물이며, 합성 과정에서 다이옥신 류의 일종 2,3,7,8-테트라클로로디벤조- p-디오키신(TCDD)를 생성하며, 일반적으로 2,4,5-T 방지제보다는 TCDD를 훨씬 많이 포함하고 있기 때문에 문제가 되었다.

## 같이 보기
- 랜치 핸드 작전
- 제초제
- 고엽제
- 무지개 제초제